# Jaltomata
Genre
Classification APG III (2009)
Jaltomata est un genre de plantes de la famille des Solanaceae. Ce genre comprend environ 50 espèces qui se rencontrent dans les régions néotropicales. Ce sont des plantes pérennes, herbacées ou buissonnantes, ne dépassant pas 5 m de hauteur.

## Liste d'espèces
Selon NCBI (3 févr. 2012) :
- Jaltomata andersonii
- Jaltomata antillana
- Jaltomata aspera
- Jaltomata auriculata
- Jaltomata bernardelloana
- Jaltomata bicolor
- Jaltomata biflora
- Jaltomata bohsiana
- Jaltomata cajacayensis
- Jaltomata cajamarca
- Jaltomata chihuahuensis
- Jaltomata chotanae
- Jaltomata contumacensis
- Jaltomata darcyana
- Jaltomata dendroidea
- Jaltomata dentata
- Jaltomata grandiflora
- Jaltomata guillermo-guerrae
- Jaltomata herrerae
- Jaltomata hunzikeri
- Jaltomata lanata
- Jaltomata leivae
- Jaltomata lezamae
- Jaltomata lojae
- Jaltomata lomana
- Jaltomata mionei
- Jaltomata nigricolor
- Jaltomata oppositifolia
- Jaltomata paneroi
- Jaltomata procumbens
- Jaltomata repandidentata
- Jaltomata sagastegui
- Jaltomata salpoensis
- Jaltomata sanchez-vegae
- Jaltomata sinuosa
- Jaltomata tayabambae
- Jaltomata truxillana
- Jaltomata umbellata
- Jaltomata ventricosa
- Jaltomata viridiflora
- Jaltomata weberbaueri
- Jaltomata yacheri
- Jaltomata yungayensis
- Jaltomata sp. J003
- Jaltomata sp. J004
- Jaltomata sp. P021
- Jaltomata sp. P101
- Jaltomata sp. RJM-2010